# Tripoli (pirocorvetta)
La Tripoli è stata una pirocorvetta a ruote della Regia Marina, già della Marina del Regno di Sardegna.

## Storia
Impostata nel 1839 e varata nel 1840 nei cantieri genovesi della Foce, la Tripoli fu tra le prime navi da guerra a vapore del Regno di Sardegna. Oltre alla macchina a vapore, una motrice alternativa da 180 HP alimentata da due caldaie, l'unità era dotata di due alberi, uno a vele quadre ed uno a vele auriche.
Per diverso tempo la nave svolse servizio di collegamento con la Sardegna ed i porti del Tirreno. Tra il 12 ed il 15 luglio 1844 la Tripoli, con un viaggio durato 60 ore al comando di Antonio Scaffiero, trasportò da Palermo a Genova il principe Carlo di Prussia con la moglie Carlotta e la figlia Luisa, nonché cinque carrozze e diversi membri del seguito (l'aiutante di campo Principe di Hohenlohe, il ciambellano Conte di Kalkreuth, un consigliere, una dama d'onore, una governante e cinque cameriere).
Al comando del capitano di vascello di seconda Orazio Di Negro, la pirocorvetta, inizialmente trattenuta in patria per i collegamenti con la Sardegna, partecipò alla prima guerra d’indipendenza: nel maggio del 1848 salpò da Genova insieme alla pirocorvetta a ruote Malfatano ed alle corvette a vela Aquila ed Aurora, raggiunse Messina e da lì, il 15 maggio, proseguì alla volta dell'Adriatico, giungendo ad Ancona il 17, insieme ad Aquila e Malfatano. Una volta raggiunta la squadra navale già presente nelle acque dell'Alto Adriatico, la Tripoli partecipò alle operazioni di blocco al porto di Trieste, a favore di Venezia insorta. Dal 7 giugno al 14 agosto le navi sardo-piemontesi e ad alcune unità venete, stazionarono al largo di Trieste nell'ambito del blocco navale imposto alla città, importante porto civile e militare austro-ungarico. Tale blocco rimase però sulla carta, dato che la squadra sardo-veneta, giunta davanti a Trieste già il 23 maggio, aveva ricevuto diversi consoli delle nazioni della Confederazione tedesca, i quali affermarono che qualunque atto di guerra contro Trieste sarebbe stato considerato anche contro i loro stati. La squadra italiana rimase pertanto inattiva, e non reagì nemmeno quando, il 6 giugno, la nave ammiraglia San Michele venne colpita di rimbalzo da una palla sparata per provocazione da una fregata austroungarica. Nonostante la formale proclamazione del blocco, avvenuta l'11 giugno, diverse navi nemiche con carichi militari riuscirono ad entrare ed uscire da Trieste senza incontrare ostacoli.
Il 3 giugno 1848 la Tripoli venne inviata, insieme alla fregata a vela Beroldo, al piroscafo pontificio Roma ed a dodici imbarcazioni minori venete, alle foci della Livenza, per cannoneggiare i forti austroungarici di Caorle e Santa Margherita, che ostacolavano i traffici costieri che rifornivano Venezia: non appena fu giunta in quelle acque, tuttavia, la squadra venne bersagliata dal tiro dei forti e la Tripoli, la nave più avanzata dello schieramento, venne colpita di rimbalzo da tre palle di cannone. Adducendo anche il mare mosso come ostacolo, il comandante della formazione decise di rinunciare all'attacco, e fece ritirare le navi.
Il 3 luglio 1848 venne affidato alla Tripoli il compito di penetrare nel porto di Pirano e riprendere un trabaccolo veneto che, durante la sosta in quel porto, era stato catturato dalle truppe austro-ungariche, ch rifiutavano di rilasciarlo. Nel pomeriggio del 3 luglio la nave, insieme al brigantino Crociato ed a diverse barche armate, entrò nel porto di Pirano per trattare il pacifico rilascio del trabaccolo: il capitano Marco Gianovich, mandato a trattare con il comandante del mercantile austriaco Anna, ottenne il rilascio della nave, ma poco dopo le artiglierie austroungariche aprirono il fuoco contro la scialuppa del Crociato che stava dirigendosi verso il trabaccolo, per rimorchiarlo, ferendo a morte uno degli occupanti. Dopo uno scambio di colpi tra le barche armate, che vennero richiamate dal Crociato mentre cercavano di sbarcare, e le truppe nemiche a terra, intervenne la Tripoli, che, sebbene colpita da un proiettile a prua, raggiunto il brigantino, lo rimorchiò in salvo ed intanto rispose al fuoco del forte con il cannone prodiero (l'unico che avesse sufficiente portata, in quanto neanche i pezzi del Crociato avevano tiro sufficiente per colpire le batterie austroungariche), poi, nonostante il fuoco delle batterie costiere austro-ungariche, tornò indietro e ricatturò il trabaccolo, portandolo fuori dal porto: l'azione fece conferire al comandante Di Negro una decorazione al valore.
Le navi sarde rientrarono a Venezia in agosto e ricevettero l'ordine di ritrasportare in Piemonte via mare il corpo di spedizione sardo-piemontese del generale La Marmora, costituito da circa 2.000 uomini. Tornate ad Ancona il 9 settembre, negli ultimi giorni di ottobre le navi effettuarono una breve puntata su Venezia, per poi tornare rapidamente nel porto marchigiano. La Squadra sarda fu poi fatta rientrare in patria in seguito alla definitiva sconfitta di Novara.
Tra il 16 ed il 19 settembre 1849 la Tripoli trasportò da Genova a Tunisi Giuseppe Garibaldi, che poi s'imbarcò su di un'altra nave alla volta degli Stati Uniti.
Nel 1855-1856, durante la guerra di Crimea, la pirocorvetta fece parte della Divisione Navale sarda inviata in Crimea (forte complessivamente di 23 navi di vario tipo, 126 pezzi d’artiglieria e 2574 uomini) e prese parte alle operazioni di tale conflitto, trasportando le truppe del corpo di spedizione sardo in Crimea.
Nell'agosto del 1860, durante l'impresa dei Mille, la Tripoli incrociò nelle acque della Sardegna, per impedire che alcune navi con a bordo volontari garibaldini, che avevano fatto tappa a Golfo Aranci, invece che proseguire verso la Sicilia tentassero d'invadere lo Stato Pontificio (non ci fu comunque bisogno d'intervenire, in quanto tali unità erano effettivamente dirette in Sicilia). Il 19 ottobre 1860 la pirocorvetta trasportò a Napoli un carico di munizioni destinato alle navi della Squadra sarda là stazionaria. Agli inizi del 1861 la nave partecipò, agli ordini del comandante Galli della Loggia, alle operazioni di blocco navale ed assedio della piazzaforte di Gaeta, dove si era asserragliata la famiglia reale borbonica: durante tali operazioni la Tripoli trasportò a Gaeta i piani delle fortificazioni, che vennero recapitati al comandante della Squadra, viceammiraglio Carlo Pellion di Persano, e successivamente venne inviata al largo di Monte Scauro per mitragliare truppe borboniche che avessero cercato di raggiungere Mola di Gaeta.
Il 17 marzo 1861, con la nascita della Regia Marina italiana, la Tripoli vi confluì così come le altre navi delle Marine preunitarie, ed il 14 giugno 1863 venne declassata a pirocorvetta a ruote di III ordine. Nel 1867 la nave, agli ordini del luogotenente di vascello Fusco, venne dislocata a Venezia, dove trascorse gran parte degli anni successivi.
Nell'agosto del 1869 la Tripoli partecipò alle operazioni di disincaglio della pirocorvetta ad elica San Giovanni, arenatasi sui bassi fondali tra Malamocco ed il Lido di Venezia: solo il 19 agosto, dopo alcuni giorni di sforzi, che resero necessaria la rimozione di armamento, ancore ed altro materiale per alleggerire la nave e diversi tentativi di disincaglio da parte della Tripoli, fu possibile liberare la San Giovanni.
Sottoposta a lavori di rimodernamento nell'Arsenale di Venezia, protrattisi dal 16 marzo 1871 al 2 ottobre 1872, la Tripoli venne poi usata dall'aprile 1873 al maggio 1875 come nave idrografica, conducendo una campagna di rilevamento dei fari, fanali e semafori sulle coste occidentali italiane. Nell'agosto del 1873 l'unità venne anche impiegata, nelle acque di Venezia, per prove di lancio dei nuovi siluri tipo Whitehead e Luppis.
Il 20 dicembre 1875 la pirocorvetta salpò dall'Arsenale di Venezia per soccorrere il piroscafo Sydenam, che si era incagliato al largo di Porto Tolle, ma per errori di calcolo della marea e della lunghezza del canale che portava nella laguna finì a sua volta incagliata, con vari danni e due marinai seriamente contusi: occorsero poi oltre un giorno ed il favore della marea per disincagliare l'unità.
Radiata nel 1877, l'ormai antiquata Tripoli venne demolita.